# Prix Gros Sel
 (octobre 2013).
Si vous disposez d'ouvrages ou d'articles de référence ou si vous connaissez des sites web de qualité traitant du thème abordé ici, merci de compléter l'article en donnant les références utiles à sa vérifiabilité et en les liant à la section « Notes et références ».
Le prix Gros Sel est un prix littéraire créé en Belgique depuis 2005 par Patrick Lowie.

## Histoire et présentation
L'appellation mime avec dérision le prix Rossel. Il se compose d'un prix du public (pour lequel peuvent voter les internautes sur Facebook), et d'un prix du Jury. Depuis 2005, les gagnants de ce prix reçoivent 500 g de gros sel. 
Dans son allocution au prix Gros Sel 2007, la ministre de la Culture de la Communauté française de Belgique, Fadila Laanan a noté que les prix Gros Sel offraient, à côté des prix plus anciens, plus sérieux, l'alternative d'une nouvelle génération de prix littéraires plus cocasses, plus espiègles et a souligné que ce qui était un clin d'œil  deux ans auparavant, un peu de sel dans la vie littéraire, s'imposait dorénavant comme un nouveau prix littéraire dans le paysage de la Communauté française.
En 2008, le prix Gros Sel devient un prix littéraire reconnu par la Communauté Française de Belgique qui le dote d'un montant de 1 000 €.
En 2011, le prix Gros Sel décide de revenir à la philosophie de la première édition et refuse les subventions et/ou aides du privé comme du public.
En 2015, Patrick Lowie annonce la fin du prix Gros Sel.

## Lauréats
Prix du Public (depuis 2005)
- 2005 : Denis-Martin Chabot, Manigances, Ed. Bôchagri, Canada
- 2006 : Nicole Cage-Florentiny, C'est vole que je vole, Ed. Les oiseaux de papier, Martinique
- 2007 : Laurent d'Ursel, Au diable les écrivains heureux !, Ed. 5C, Belgique
- 2008 : Marco Van Hees, Didier Reynders, l'homme qui parle à l'oreille des riches, Ed. Aden, Belgique
- 2009 : Maria Zaki, Triptyque fantastique, Edilivre
- 2010 : Mathieu Pierloot & Gaetan Saint-Remy, CHARLY SOLO, Ed. Maelström, Belgique
- 2011 : non attribué
- 2012 : Eric Piette Voz, Ed. Le Tallis Pré Belgique
- 2013 : Jean-Philippe Goossens, Les pAnsées, Cactus Inébranlable éditions
- 2014 : Réda Dalil, Le Job, Le Fennec, Maroc
- 2015 : Patrick Lowie, Charabia, P.A.T.

Prix du Jury (depuis 2005)
- 2005 : Alain Dantinne, Hygiène de l'Intestin, Ed. Labor, Belgique
- 2006 : Nicolas Ancion, Le poète fait sa pub, Ed. Maelström, Belgique[2]
- 2007 : Rose Berryl, DAMENNDYN et le grimoire d'Esklaroth, Ed. Luce Wilquin, Belgique
- 2008 : Joëlle Sambi, Le monde est gueule de chèvre, Ed. Biliki, Belgique
- 2009 : Valérie Nimal, Les minutes célibataires, Ed. Luce Wilquin, Belgique[3]
- 2010 : Pascal Blondiau, Dès l'instant, Ed. Les Carnets du Dessert de Lune, Belgique
- 2011 : Serge Noël, Exil de nos ivresses, Ed. Maelström, Belgique
- 2012 : Philippe Leuckx, Au plus près, Éditions du Cygne, Paris, France
- 2013 : Karel Logist, Desperados, Ed. l'Arbre à paroles
- 2014 : Agnès Dumont, Mola Mola, Ed. Quadrature
- 2015 : Kenny Ozier Lafontaine, Billes, Ed. Maelström

Prix Diamant (de 2006 à 2009)
- 2006 : Jean-Louis Murat, 1451, France
- 2007 : Salim Hatubou & Jean-Pierre Vallorani, Comores Zanzibar, Ed. Françoise Truffaut, France-Comores
- 2008 : Franco Battiato, Niente è come sembra, Italie
- 2009 : El Maghreb, Homecooking

Prix Grands Enfants (depuis 2007 à 2010)
- 2007 : Marie-Célie Agnant, La légende du poisson amoureux, Ed. Mémoires d'encrier, Haïti-Québec
- 2008 : Eric Péladeau, Léo la lune et les cinq sens, Ed. du Vermillon, Québec
- 2009 : Alain Gérardin et Juliette Pinoteau, Le Petit Homme Gris, Ed. Les Oiseaux de papiers France
- 2010 : Rascal_(dessinateur), Les pensées de Rascal, Éditions Lédune France